# Ловер-Теркіфут Тауншип (округ Сомерсет, Пенсільванія)
Ловер-Теркіфут Тауншип (англ. Lower Turkeyfoot Township) — селище (англ. township) в США, в окрузі Сомерсет штату Пенсільванія. Населення — 546 осіб (2020).

## Демографія
Згідно з переписом 2010 року, у селищі мешкали 603 особи в 249 домогосподарствах у складі 162 родин. Було 447 помешкань
Расовий склад населення:
| - 98,8 % — білих - 0,3 % — корінних американців - 0,3 % — чорних або афроамериканців |

До двох чи більше рас належало 0,5 %. Частка іспаномовних становила 0,5 % від усіх жителів.
За віковим діапазоном населення розподілялося таким чином: 19,4 % — особи молодші 18 років, 62,2 % — особи у віці 18—64 років, 18,4 % — особи у віці 65 років та старші. Медіана віку мешканця становила 45,8 року. На 100 осіб жіночої статі у селищі припадало 105,1 чоловіків;  на 100 жінок у віці від 18 років та старших — 102,5 чоловіків також старших 18 років.
Середній дохід на одне домашнє господарство  становив 44 572 долари США (медіана — 33 750), а середній дохід на одну сім'ю — 51 723 долари (медіана — 43 333). Медіана доходів становила 50 500 доларів для чоловіків та 29 306 доларів для жінок. За межею бідності перебувало 20,9 % осіб, у тому числі 19,4 % дітей у віці до 18 років та 18,9 % осіб у віці 65 років та старших.
Цивільне працевлаштоване населення становило 182 особи. Основні галузі зайнятості: освіта, охорона здоров'я та соціальна допомога — 21,4 %, будівництво — 19,8 %, мистецтво, розваги та відпочинок — 15,4 %.